# ࣆ
Jīm trois points souscrits, ࣆ, est une lettre additionnelle de l’alphabet arabe utilisée dans l’écriture du wolof avec le wolofal. Elle est composée d’un jīm ‹ ج › avec trois points souscrits. Dans le wolofal, elle est parfois aussi présentée avec trois points suscrits, comme le jīm trois points suscrits ‹ ࣅ ›.